# 熊鳴岐
熊鳴岐（1568年—1636年），字文甫，江西南昌府丰城县侯塘人，明朝政治人物。

## 生平
万历十九年（1591年）辛卯科江西乡试第七十九名举人，三十五年（1607年）丁未科會試第二百二十二名，廷试二甲三十二名進士。官刑部主事，升员外郎，三十八年六月往广东恤刑，升郎中，四十年七月升浙江绍兴府知府，四十四年升云南按察副使。泰昌元年十月升贵州布政司右参政、威清兵备，天启二年考察不及。崇祯初起复四川参议，四年十一月升湖广副使，官至广东布政使。著有《昭代王章》十五卷。

## 家族
曾祖熊鋼。祖父熊詔，恩例冠帶。父熊惟廣，國子生，贈吏科给事中。母游氏。永感下。兄熊鸣夏，字宗禹，万历五年进士，官吏科给事中。